# 디오구 조타
디오구 조타(포르투갈어: Diogo Jota, 포르투갈어 발음: [ˈdjo.ɣu ˈʒɔ.tɐ])로 잘 알려진 디오구 주제 테이셰이라 다 실바(포르투갈어: Diogo José Teixeira da Silva, 포르투갈어 발음: [ˈdjoɣu ˈʒuzɛ tɐjˈʃɐjɾɐ dɐ ˈsilvɐ], 1996년 12월 4일~2025년 7월 3일)는 포르투갈의 축구 선수였으며 포지션은 공격수, 왼쪽 윙어였다.
2014년 FC 파수스드페헤이라에서 프로 축구 선수 경력을 시작한 후 2016년 라리가의 아틀레티코 마드리드와 계약했다. 2016년 FC 포르투로 임대를 갔고 2017년 EFL 챔피언십의 울버햄프턴 원더러스 FC로 임대되어 EFL 챔피언십 2017-18년 시즌에서 울버햄프턴의 프리미어리그 승격에 기여했다. 2018년 1,400만 유로(약 224억 원)에 울버햄프턴으로 완전 이적했고 131경기에 출전해 44득점을 기록했다. 그는 2020년 4,100만 파운드(약 764억 원)에 리버풀 FC로 이적했고 리버풀에서 프리미어리그 우승 1회, FA컵 우승 1회, EFL컵 우승 1회를 달성했다.
조타는 포르투갈 U-19 축구 국가대표팀, 포르투갈 U-21 축구 국가대표팀, 포르투갈 U-23 축구 국가대표팀에서 활동한 후 2019년 11월에 포르투갈 축구 국가대표팀에 데뷔했다. 2022년 FIFA 월드컵, UEFA 유로 2020, UEFA 유로 2024에 출전했으며 2019년 UEFA 네이션스리그 결선 토너먼트과 2025년 UEFA 네이션스리그 결선 토너먼트에서 UEFA 네이션스리그 우승을 달성했다.
2025년 7월 3일, 스페인 세르나디야에서 동생 안드레 실바와 함께 교통사고로 사망했다.

## 구단 경력

### 파수스드페헤이라
포르투갈 포르투 출신인 조타는 9세부터 17세까지 고향의 지역 클럽인 곤도마르에서 활약했다. 2022년, 해당 유소년 아카데미는 그의 이름을 따서 명명되었다.
조타는 작은 체격 때문에 더 큰 클럽들로부터 거절당한 후, 2013년에 파수스드페헤이라의 유소년 시스템과 계약했다. 그는 2014–15년 시즌 시작과 함께 1군으로 승격되었고, 2014년 10월 19일, 타사 드 포르투갈에서 아틀레티쿠를 상대로 한 홈경기에서 선발 출전하며 성인 무대 데뷔 전을 치렀고, 팀은 4–0으로 승리했다. 시즌 동안 그는 심장 질환이 진단된 후 한 달간 훈련을 쉬었다.

### 울버햄프턴 원더러스
2017년 7월 25일, 조타는 EFL 챔피언십 클럽 울버햄프턴 원더러스에 시즌 임대 형식으로 입단하였다. 그는 같은 해 8월 15일, 헐 시티와의 원정 경기에서 3-2 승리를 거두며 첫 골을 기록하였다. 2018년 1월 30일, 울버햄프턴은 조타의 완전 영입을 발표하였으며, 이적은 7월 1일부로 유효하게 되었다. 이적료는 약 1,400만 유로로 알려졌다. 그는 첫 시즌에 리그에서 개인 통산 최다인 17골을 기록하며 리그 득점 순위 공동 5위에 올랐고, 울버햄프턴의 챔피언십 우승 및 프리미어리그 승격에 기여하였다. 잉글리시 풋볼 리그 규정에 따라 챔피언십에서는 본인의 법적 성을 유니폼에 표기했으나, 승격 이후에는 "디오구 J"로 변경할 수 있었다.
조타는 2018년 8월 11일, 에버턴과의 홈 경기에서 2–2로 비긴 프리미어리그 경기에서 풀타임을 소화하며 데뷔 전을 치렀다. 그는 같은 해 12월 5일, 첼시를 상대로 한 경기에서 팀이 1골 차 열세를 뒤집고 2–1로 승리하는 데 기여하며 프리미어리그 첫 골을 기록했다. 그로부터 나흘 뒤 뉴캐슬 유나이티드를 상대로 한 원정 경기에서도 골을 넣으며 팀의 2–1 승리를 이끌었다. 2019년 1월 19일에는 레스터 시티와의 홈 경기에서 해트트릭을 기록하며 팀의 4–3 승리에 결정적인 역할을 했다. 이는 그의 커리어 두 번째 해트트릭이었으며, 프리미어리그에서 해트트릭을 기록한 두 번째 포르투갈 선수가 되었는데, 이는 11년 전 크리스티아누 호날두 이후 처음이었다. 이는 구단 역사상 프리미어리그에서의 첫 해트트릭이었으며, 잉글랜드 1부 리그 무대 전체를 통틀어서는 1977년 10월, 존 리처즈가 같은 상대를 상대로 풋볼 리그 1부에서 기록한 이후 처음이었다. 2019년 3월 16일, 조타는 2018–19년 FA컵에서 맨체스터 유나이티드를 상대로 2–1 승리를 거두는 데 결정적인 결승골을 넣으며, 울버햄프턴 원더러스가 1997–98년 시즌 이후 처음으로 FA컵 준결승에 진출하는 데 기여했다.

### 리버풀
2020년 9월 19일, 조타는 리버풀과 장기 계약을 체결하며 합류하였으며, 이적료는 4,100만 파운드로 알려졌으며, 옵션 포함 시 최대 4,500만 파운드까지 상승할 수 있다. 그는 5일 후 열린 EFL컵에서 링컨 시티와의 경기에서 후반 교체 투입되어 데뷔 전을 치렀고, 팀은 7–2로 승리하였다. 2020년 9월 28일, 그는 안필드에서 열린 아스널과의 경기에서 팀의 세 번째 골을 기록하며 프리미어리그 데뷔 전에서 득점에 성공했고, 리버풀은 해당 경기에서 3–1로 승리하였다.
조타는 리버풀에서의 데뷔 시즌을 리그 9골로 마무리했으며, 이 중에는 맨체스터 유나이티드와의 원정 경기에서 기록한 백힐 골도 포함되어 있다. 해당 경기에서 리버풀은 4–2로 승리하였고, 시즌 최종적으로 프리미어리그 3위를 차지하며 챔피언스리그 진출권을 확보했다.

#### 2024-25년: 프리미어리그 우승
2024년 8월 17일, 조타는 입스위치 타운과의 원정 경기에서 아르너 슬로트 감독 체제 하 리버풀의 첫 골을 기록하며 2–0 승리를 이끌었다. 이후 몇 경기 동안 그는 슬롯의 전술에 더 적합하다는 평가를 받아 팀의 9번 스트라이커로 선발 출전하였으며, 깊게 내려와 플레이메이커 역할까지 수행할 수 있는 폴스 나인과 유사한 역할을 소화하면서 다르윈 누녜스와 주전 경쟁을 벌이게 되었다. 10월 5일, 그는 크리스털 팰리스와의 원정 경기에서 리버풀 통산 100번째 선발 출전을 기록했고, 해당 경기에서 결승골을 넣으며 팀의 승리를 이끌었다. 2025년 4월 2일, 조타는 머지사이드 더비에서 에버턴을 상대로 결승골이자 공식 경기에서의 마지막 득점을 기록하며, 팀이 리그 선두를 유지하는 데 기여했다. 같은 해 4월 28일, 리버풀은 2024–25년 프리미어리그 우승을 확정지었고, 이는 조타가 리버풀에서 거둔 네 번째이자 마지막 트로피가 되었다.

## 국가대표팀 경력
2019년 3월, 조타는 우크라이나와 세르비아를 상대로 한 UEFA 유로 2020 예선 개막전을 앞두고 처음으로 포르투갈 국가대표팀에 발탁되었다.  A매치 데뷔 이전이었던 그는 2019년 6월 자국에서 열린 UEFA 네이션스리그 결선에 참가해 팀의 우승에 기여했으나, 출전 기회는 없었다. 같은 해 11월 14일, 그는 UEFA 유로 2020 예선에서 리투아니아를 상대로 한 경기에서 후반 84분 크리스티아누 호날두와 교체 투입되어 A매치 데뷔 전을 치렀고, 포르투갈은 해당 경기에서 6–0으로 승리하였다. 2020년 9월 5일에는 UEFA 네이션스리그에서 크로아티아를 상대로 한 홈 경기에서 첫 A매치 골을 기록했고, 포르투갈은 4–1로 승리했다.
조타는 연기된 UEFA 유로 2020 대회의 포르투갈 최종 명단에 이름을 올렸으며, 독일과의 조별 리그 경기에서 2–4로 패한 경기에서 득점했다. 그는 벨기에에게 패하며 16강에서 탈락한 모든 경기에 출전했다. 2022년 10월 18일, 조타는 2022년 10월 16일, 리버풀과 맨체스터 시티의 리그 경기 도중 입은 종아리 부상으로 인해 2022년 FIFA 월드컵에 나설 수 없게 되었다.
2023년 9월 11일, 조타는 UEFA 유로 2024 예선에서 포르투갈이 룩셈부르크를 홈에서 9–0으로 이긴 경기에서 두 골을 넣었으며, 이는 국제 경기에서 포르투갈의 가장 큰 승리였다. 2024년 5월 21일, 그는 독일에서 열리는 본선 대회에 출전하는 포르투갈 국가대표팀 명단에 포함되었고, 조별 리그에서 체코와 조지아를 상대로, 그리고 토너먼트 단계에서는 슬로베니아와의 경기 (승부차기에서 3–0 승리)에서 세 경기에 출전했다. 그 후 포르투갈은 8강에서 프랑스에게 또 다른 승부차기에서 5–3으로 패해 대회에서 탈락했다.
2025년 5월, 조타는 포르투갈의 2025년 UEFA 네이션스리그 결선 토너먼트 최종 명단에 선발되었다. 그는 팀과 함께 라이벌 스페인을 상대로 한 승부차기에서 5–3으로 승리하며 대회를 우승했으며, 이는 조타의 축구 선수로서 마지막 경기였다.

## 개인사
조타의 본래 성은 실바(포르투갈어: Silva)였으나, 유소년 아카데미에 디오구(포르투갈어: Diogo)와 실바라는 이름을 가진 선수가 많았기 때문에 자신을 구분하기 위해 "조타(포르투갈어: Jota)"라는 이름을 사용하기로 결정하였다. "조타"는 포르투갈어에서 알파벳 "J"를 의미하는 단어로, 이는 곧 "디오구 J(Diogo J)"라는 별칭과 같다.
조타는 2025년 6월 22일, 사망 11일 전에 고등학교 시절 연인이었던 루테 카르도소와 결혼했다. 두 사람은 세 자녀를 두었다.

## 사망
2025년 7월 3일, 《마르카》는 조타가 스페인 사모라도의 세르나디야시에서 발생한 자동차 사고로 28세의 나이에 사망했다고 보도했다. 그는 25세의 동생 안드레 실바와 함께 있었으며, 안드레 역시 프로 축구 선수로 리가 포르투갈 2에서 활동하고 있었다.
사고는 포르투갈 북부와 스페인을 연결하는 A-52 고속도로에서 발생했다. 카스티야이레온주의 응급 서비스 센터는 사고 사실을 확인했다. 스페인 경찰은 조타가 운전하던 람보르기니 차량이 다른 차량을 추월하던 중 타이어가 파열되었고, 이로 인해 차량이 충돌 후 화재가 발생했다고 밝혔다.
리버풀 FC는 조타가 사망한 후 하루가 지난 7월 4일 조타의 등번호 20번을 리버풀의 영구 결번으로 지정했고 12일 해당 조치를 리버풀의 모든 선수단에 적용했다.

## 출전 통계
2025년 1월 8일 기준  기준
| 구단                | 시즌    | 합계 | 합계 |
| 구단                | 시즌    | 출전 | 골   |
| ------------------- | ------- | ---- | ---- |
| 파수스드페헤이라    | 2014–15 | 11   | 3    |
| 파수스드페헤이라    | 2015–16 | 34   | 12   |
| 아틀레티코 마드리드 | 2016–17 | 0    | 0    |
| 포르투              | 2016–17 | 37   | 9    |
| 울버햄프턴          | 2017–18 | 46   | 18   |
| 울버햄프턴          | 2018–19 | 37   | 10   |
| 울버햄프턴          | 2019–20 | 48   | 16   |
| 리버풀              | 2020–21 | 30   | 13   |
| 리버풀              | 2021–22 | 55   | 21   |
| 리버풀              | 2022–23 | 28   | 7    |
| 리버풀              | 2023–24 | 32   | 15   |
| 리버풀              | 2024–25 | 17   | 6    |
| 합계                | 합계    | 375  | 130  |

## 수상 내역
울버햄프턴 원더러스 FC
- EFL 챔피언십: 2017–18[72]

 리버풀 FC
- 프리미어리그: 2024–25
- 프리미어리그 준우승: 2021–22[2]
- FA컵: 2021–22[73]
- EFL컵: 2021–22, 2023–24[74]
- EFL컵 준우승: 2024–25[75]
- UEFA 챔피언스리그 준우승: 2021–22[76]

 포르투갈 축구 국가대표팀
- UEFA 네이션스리그: 2018–19[77], 2024–25[78]

개인
- 프리미어리그 이달의 선수: 2024년 1월[2]
- SJPF 이달의 영플레이어: 2015년 10월/11월[79]
- 프리메이라리가 이달의 득점: 2016년 2월[80]
- UEFA 챔피언스리그 브레이크스루(Breakthrough) XI: 2020[81]